# Shirley Goodman
Pour les articles homonymes, voir Goodman.
Shirley Goodman, née Shirley Mae Goodman le 19 juin 1936 à La Nouvelle-Orléans aux États-Unis et décédée le 5 juillet 2005 à Los Angeles, était  une chanteuse de rhythm and blues américaine, qui connut un certain succès dans les années 1950 et dans les années 1970.

## Carrière
Après avoir chanté dans la chorale d'une église, elle enregistra en 1950 sa première démo avec un groupe d'amis. Quelques mois plus tard, ses prestations vocales attirèrent l'attention du label Aladdin Records de Eddie Messner, qui la fit signer et lui proposa de faire un duo avec un ami d'enfance, Leonard Lee (né le 29 juin 1936, décédé le 23 octobre 1976).
En tant que 'Shirley & Lee', ils enregistrèrent leur premier single I'm Gone, produit par Cosimo Matassa, qui atteignit la seconde place du classement rhythm and blues du magazine Billboard en 1952. 
Dans leurs premières chansons, ils se faisaient passer pour un couple, ce qui leur valut le surnom de « the Sweethearts of the Blues » (traduction : « les Amoureux du Blues »). Cependant, il changèrent leur style en 1956 et enregistrèrent Let the Good Times Roll, qui fut leur plus grand succès, atteignant la première place des charts rhythm and blues et la vingtième place du classement Billboard Hot 100. Bien que la chanson suivante, Feel so Good, fut elle aussi classée dans les charts, les chansons qui suivirent reçurent un succès moindre et Goodman et Leonard se séparèrent en 1962. Leonard fit par la suite quelques albums mais sans grand succès.
Au milieu des années 1960, Goodman déménagea en Californie, où elle travailla sporadiquement pour des albums de Sonny et Cher, Dr. John et d'autres, puis forma durant un temps un duo avec Jessie Hill. Elle chanta dans les chœurs pour l'album des Rolling Stones Exile on Main St. mais se retira par la suite de la scène musicale.
Plus tard en 1974, prenant le nom de scène 'Shirley Goodman Pixley', elle fut contactée par son amie Sylvia Robinson, ancienne membre du duo Mickey et Sylvia et à ce moment-ci copropriétaire du label All Platinum Records, qui la persuada de prêter sa voix sur la chanson Shame, Shame, Shame. Créditée avec le nom Shirley & Company (en), cette chanson de dance devint un succès populaire international, atteignant la seconde place du classement Billboard et préparant l'avènement du disco. Après quelques albums et tournés, Goodman se retira finalement et définitivement de la scène musicale après être retournée à La Nouvelle-Orléans à la fin des années 1970.
Après avoir subi un accident vasculaire cérébral, elle déménagea en Californie. Shirley mourut le 5 juillet 2005 à Los Angeles. Elle fut enterrée à La Nouvelle-Orléans.